# Polizeiruf 110: Zwei Schwestern
Zwei Schwestern ist ein deutscher Kriminalfilm von Hans-Werner Honert aus dem Jahr 1987. Der Fernsehfilm erschien als 114. Folge der Filmreihe Polizeiruf 110. 
Im Jahr 2014 brachte das ZDF eine Fortsetzung im Rahmen der Serie SOKO Leipzig.

## Handlung
Beate Bernert hat sich gerade von ihrem Mann Kurt Singer scheiden lassen. Kurt, der bei der Müllabfuhr arbeitet, nimmt den Spruch des Richters zur Güterteilung ernst und beginnt, in der Wohnung sämtliche Möbel mit einer Kettensäge zu durchtrennen. Beate nimmt ihre Kleider und zieht zu ihrer Schwester Angelika. Kurze Zeit später vergnügt sie sich bereits mit ihrem großen Freundeskreis bei der Geburtstagsfeier einer Freundin. Sie tanzt und flirtet mit Angelikas Verlobtem Jochen, der sich hemmungslos betrinkt. Kurt kommt nur kurz zu Besuch und geht bald wieder. Von Beates Verhalten ist er abgestoßen, zumal er weiß, dass Beate es auf Jochen abgesehen hat. Angelika erzählt Beate, dass sie von Jochen ein Kind erwartet und beide heiraten wollen. Auf ihre Bitte, Jochen in Ruhe zu lassen, reagiert Beate ausweichend. Eines Tages berichtet Kurt Angelika am Telefon, dass sich Beate gerade mit Jochen im Stadtpark trifft. Kurze Zeit später wird Beate leblos im Park gefunden. Sie wurde mit einem Stein niedergeschlagen und kommt schwer verletzt ins Krankenhaus.
Hauptmann Peter Fuchs und Leutnant Thomas Grawe übernehmen die Ermittlungen. Sie befragen Jochen, der aussagt, zum Treffen mit Beate zu spät gekommen zu sein und nur noch den Krankenwagen wegfahren gesehen zu haben. Er findet am Treffen mit Beate nichts Unredliches, wisse Angelika doch, dass er sich mit ihrer Schwester gut verstehe. Auch Angelika meint, dass ihre Beziehung sehr tolerant sei. Sie sagt aus, dass sie am Tattag zunächst einkaufen war und später ihre Tochter aus dem Kindergarten abgeholt habe. Kurt wiederum war ebenfalls einkaufen, was Zeugen bestätigen können. Dennoch identifiziert die Telefonistin der Rettungsleitzentrale ihn als den Anrufer, der den Krankenwagen für Beate gerufen hat. Kurt gibt zu, nach dem Einkauf an eben der Stelle vorbeigekommen zu sein, an der Beate lag. Die Ermittler erfahren auch, dass Kurt früher mit Angelika verlobt war und aus dieser Beziehung die Tochter Ulrike stammt. Kurt verließ Angelika für ihre Schwester, die in Jochen einen neuen Freund fand. Angelika könnte die Tat aus Eifersucht zwischen Einkauf und Tochterabholung begangen haben, doch begrüßt Beate ihre Schwester liebevoll, als sie aus dem Koma erwacht. Für Peter Fuchs ist Kurt ein möglicher Täter, doch lehnt Grawe diese Theorie ab, habe Kurt seine Wut über Beate doch an den Möbeln ausgelassen. Umso überraschter ist er, als Beate indirekt Kurt belastet und der sich kurze Zeit später freiwillig stellt und ein Geständnis ablegt. Er kann auf Nachfrage jedoch keine genauen Angaben zum Stein, mit dem er zugeschlagen hat, machen und weiß auch nicht, wie oft er zugeschlagen hat. Er kann wieder gehen.
Die Ermittler ahnen, dass Kurt den wahren Täter decken will, und vermuten, dass Angelika ihre Schwester erschlagen wollte. Fuchs und Grawe erfahren, dass Angelika stets die duldsame der Schwestern war und vielleicht sogar ein schlechtes Gewissen ihrer Schwester gegenüber hatte, übernahm sie doch nach dem Tod der Eltern deren Haus in Meißen, während Beate klaglos in eine Wohnung zog. Angelika führte Beate später in das Kollektiv der Porzellanmanufaktur Meißen ein, wo die junge Frau schnell Anschluss fand. Vor allem bei den Männern ist sie sehr beliebt. Nun erpresst Beate Angelika. Auf Anraten der Ärzte zog sie für die Zeit der Genesung bei Angelika ein, obwohl sich Jochen dagegen aussprach. Beate macht Angelika klar, dass sie Jochen will und andernfalls jederzeit aussagen kann und würde, wer sie niedergeschlagen hat. Sie drängt sich in die Beziehung von Angelika und Jochen, verhindert ihren gemeinsamen Abend anlässlich ihres zweijährigen Zusammenseins und macht Angelika vor Jochen schlecht. Obwohl die Ermittler Angelika mehrfach aufsuchen, sagt diese nicht aus. Auch ihre Drohung Beate gegenüber, sich im Ernstfall selbst der Polizei zu stellen, macht sie nicht wahr. Stattdessen organisiert sie für sich eine Opernkarte, um Beate und Jochen nicht allein in die Oper gehen zu lassen. In Dresden verbringt sie jedoch die meiste Zeit außerhalb des Zuschauerraums, da ihr angeblich die Luft zu schlecht ist.
Vor dem Opernbesuch hat sie ihrer Nachbarin Frau List, die auf Ulrike aufpasst, einen Brief an Grawe übergeben. Frau List liest Grawe am Telefon den Brief vor. In ihm gesteht Angelika, Beate niedergeschlagen zu haben. Sie schreibt, dass sie dafür bezahlt habe und immer noch bezahle, dass jedoch sie, Beate und Jochen bezahlt haben werden, wenn Grawe den Brief erhält. Der leitet sofort eine Großfahndung ein, vermutet er doch, dass Angelika Selbstmord begehen will. Nach dem Opernbesuch steuert Angelika den Wagen, auf dessen Rückbank sich Beate und Jochen befinden. Beide provozieren Angelika indirekt, weil sie das meiste der Oper nicht mitbekommen hat. Zu spät bemerken sie, dass Angelika nicht nach Meißen fährt und in immer höherer Geschwindigkeit auf einen Brückenpfeiler zurast. Es kommt zum Zusammenprall und wenige Sekunden später explodiert der Wagen. Die Rettungskräfte sind kurz darauf vor Ort und können Angelika schwerverletzt bergen. Sie wird abtransportiert. Fuchs und Grawe blieben hilflos zurück – wer keine Hilfe annimmt, dem kann nur schwer geholfen werden.

## Produktion
Zwei Schwestern wurde in Dresden, Meißen, Silbitz und Unterweißbach gedreht. Die Studioaufnahmen entstanden im DEFA-Studio für Spielfilme Potsdam-Babelsberg. Die Kostüme des Films schuf Barbara Braumann, die Filmbauten stammen von Klaus Winter. Der Film erlebte am 25. Oktober 1987 im 1. Programm des Fernsehens der DDR seine Premiere. Die Zuschauerbeteiligung lag bei 55,6 Prozent.
Es war die 114. Folge der Filmreihe Polizeiruf 110. Hauptmann Peter Fuchs ermittelte in seinem 68. Fall und Leutnant Thomas Grawe in seinem 9. Fall.

## Fortsetzung
Das ZDF sendete am 19. September 2014 in Rahmen Krimi-Serie SOKO Leipzig eine Fortsetzung der Geschichte der „Zwei Schwestern“. Dabei wurden auch alte Ausschnitte der Polizeiruf-110-Folge verwendet und in den neuen Fall integriert.